# Pseudobagrus tokiensis
Pseudobagrus tokiensis är en fiskart som beskrevs av Döderlein, 1887. Pseudobagrus tokiensis ingår i släktet Pseudobagrus och familjen Bagridae. Inga underarter finns listade i Catalogue of Life.